# 政治資金適正化委員会
政治資金適正化委員会（せいじしきんてきせいかいいんかい、英語: National Commission for the Management of Political Funds）は、日本の官公庁の一つであり、総務省の特別の機関である。

## 概要
政治資金規正法に基づき総務省に設置された特別の機関である。政治資金収支報告書の記載方法の基本的方針を定めることや、登録政治資金監査人に関する事項などについて所掌する。委員5人により構成される。2008年（平成20年）4月1日に設置された。

## 所掌事務
政治資金規正法19条の30に規定がある。
1. 政治資金収支報告書の記載方法に係る基本的方針を定めること。
2. 登録政治資金監査人の登録に関すること。
3. 登録政治資金監査人に係る研修を行うこと。
4. 政治資金監査に関する具体的な指針を定めること。
5. 登録政治資金監査人に対し、政治資金監査の適確な実施について必要な指導及び助言を行うこと。
6. 国会議員関係政治団体の少額領収書等の開示拒否事由である「権利の濫用又は公の秩序若しくは善良の風俗に反すると認められる場合」についての具体的な指針を定めること。
7. 前各号に掲げるもののほか、法律又は法律に基づく命令に基づき委員会に属させられた事務

## 組織・構成
委員5人をもって組織し、国会の議決による指名（内閣が人選して両議院の同意を求める「国会同意人事」でなく、国会が直接人選指名する「国会指名人事」）に基づいて、総務大臣が任命する。任期3年。同一の政党等に所属する者が3人以上になってはならない。委員長は、委員の互選によって定める。委員会の議事は出席者の過半数で決し、可否同数のときは委員長が決する。委員会に事務局を設置する。

## 歴代委員長
| 1 | 上田廣一 | 2008年4月2日 - 2014年 |
| 2 | 伊藤鉄男 | 2014年 - 2023年       |
| 3 | 野々上尚 | 2023年 - (現職)       |